# Fender Jazz Bass
La Fender Jazz Bass est un modèle de basse proposée au catalogue Fender en mars 1960.
Annoncée initialement sous le nom de code Deluxe Model, elle est renommée Jazz Bass après que son manche a été redessiné pour les musiciens de jazz, afin de le rendre plus étroit et arrondi que celui de la Precision Bass.

## Conception et développement
La création de cette nouvelle basse n'est pas une idée de Leo Fender mais une suggestion de Don Randall qui souhaite enrichir le catalogue Fender, lequel ne propose jusqu'alors qu'un seul modèle de basse. 
Son corps possède un design asymétrique (dit offset waist contour) qui s'inspire de celui de la guitare Fender Jazzmaster et est doté, pour les premiers modèles, d'un pickguard imitation écaille de tortue complété par une plaque de commande chromée. Le manche équipé de vingt frettes est plus étroit que celui de sa grande sœur, la Precision Bass. L'intention originelle est de permettre aux contrebassistes de passer plus aisément à la basse électrique. 
Contrairement à la Precision Bass, la Jazz Bass possède une électronique dotée de deux micros. Les premières basses fabriquées entre 1960 et 1963 sont équipées de deux doubles potentiomètres pour la commande de volume et de tonalité de chaque micro. Ces modèles Jazz Bass du début des années 1960 sont plus connus sous le nom commun de stacked knob. En 1962, les réglages se simplifient à l'aide de trois potentiomètres, soit un pour le volume de chacun des micros et un pour la tonalité générale.  
Comme tous les modèles Fender, la Jazz Bass connait un grand nombre de modifications et d'évolutions tant esthétiques, électroniques que mécaniques tout au long de sa carrière. Depuis 1960, elle n'a pas disparu du catalogue mais s'est adaptée aux modes et aux besoins des nombreux musiciens qui l'ont joué. 
Un commutateur a été rajouté sur les modèles produits après 2003. Appelé S-1 Switch, il permet de commuter les deux micros en parallèle (mode par défaut) ou en série, ce dernier réglage donnant à la Jazz Bass un son plus proche de la Precision Bass. Cette option n'est plus disponible sur les nouvelles basses de la série American Standard lancée en 2008. La plupart des Jazz Bass possède une électronique passive, contribuant au son unique de chaque instrument car il est inextricablement lié à la lutherie, mais il existe maintenant des séries américaines Deluxe à électronique active 18 volts avec micros Samarium Cobalt Noiseless et des manches renforcés au graphite à 22 frettes avec repères en nacre. Certains modèles possédaient un manche orné d'un filet blanc au bord de la touche avec des repères rectangulaires (comme sur les Jazz Bass des années 1970) et un accastillage doré. Le corps en aulne massif comprenait une table en érable flammé (flamed maple top/FMT) ou moucheté (quilted maple top/QMT), les plaques de protection et de réglage en métal traditionnelles étant absentes. Leur production cessa dès la fin de 2006. 
Des séries Deluxe mexicaines sont également disponibles avec un corps traditionnel en aulne, un manche en érable et une touche en palissandre à 20 frettes, avec des micros Vintage Noiseless Jazz Bass et un circuit actif de 3 bandes alimenté par une pile de 9 volts.
Il existe également un modèle de Jazz Bass comportant une touche double octave en palissandre avec 24 frettes et un circuit actif pourvu de deux micros Jazz Bass Seymour Duncan BassLines et d'un système d'égalisation à 3 bandes, ainsi qu'un commutateur de mode actif/passif. La Jazz Bass 24 (actuellement disponible avec 4  ou   5 cordes) est fabriquée en Corée. Elle existe en trois coloris, cherry sunburst et tobacco sunburst avec une table en érable moucheté et un accastillage chromé, ainsi qu'en flat black (noir mat) avec accastillage et crosse assortis au corps. Fender cessa la production de ce modèle à partir de 2009.
L'instrument peut être fabriqué au Mexique, au Japon, en Chine, en Indonésie, en Corée ou aux États-Unis. Mais ce sont généralement les Jazz Bass américaines qui sont de loin les plus prisées. Il existe aussi différentes finitions, la touche par exemple peut être en palissandre ou en érable. Le corps peut être en frêne ou en aulne ce qui aura une nette incidence sur le poids. Il existe également plusieurs types de chevalet : le classique (vintage) avec les quatre petits cylindres, le chevalet deluxe permettant le passage des cordes à travers le corps (strings-through-body) ou le chevalet (top-load), le Badass 2 (voir photo) et le Badass 3 (ayant les caractéristiques d'un chevalet deluxe). Tous ces éléments ont bien entendu une énorme influence sur le son et ils participent à la singularité et au look de l'instrument.

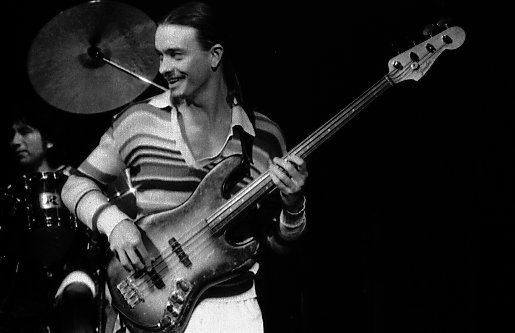
La Jazz Bass de Jaco Pastorius est un instrument mythique, il en existe une reproduction chez Fender

La Jazz Bass produit un son chaud et rond aux sonorités medium marquées, plus funk et moins lourd et puissant que la Precision, ce qui en fait l'instrument de prédilection pour les bassistes jouant au doigt. Le son de la Jazz Bass fretless est devenu emblématique du jazz fusion, notamment sous l'influence de Jaco Pastorius. Les exemplaires vintage des années 1960 et 1970, devenus rares, atteignent des sommes considérables (spécialement la série "L" produite entre 1963 et 1965 ).

## Évolutions de la Fender Jazz Bass

### À la conquête du public jazz

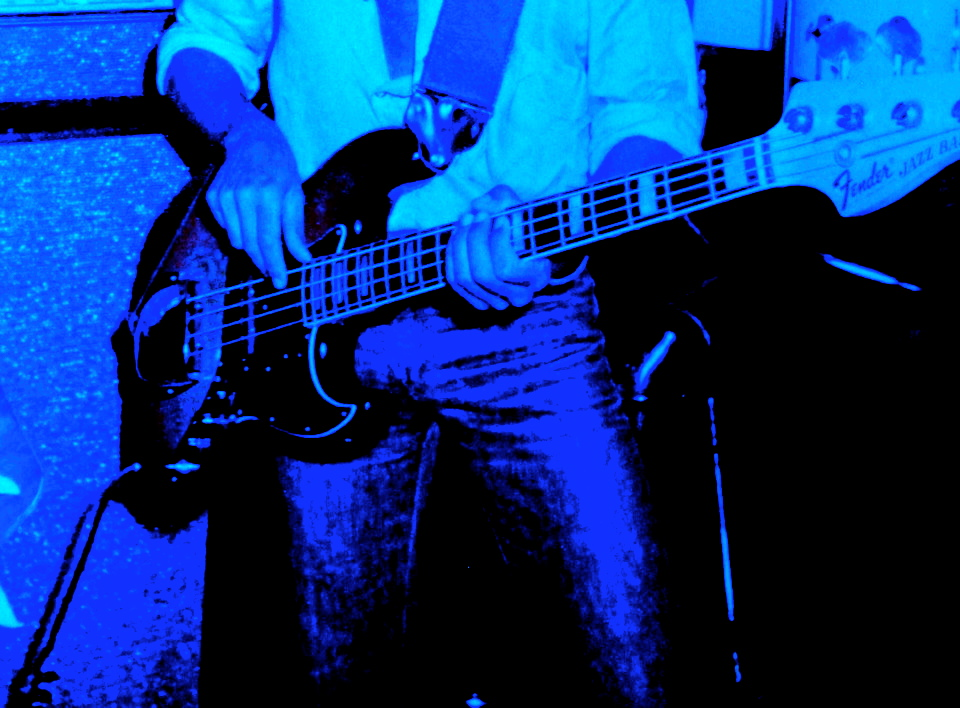
Pino Presti avec sa Jazz Bass 1971

Non content d'avoir popularisé son nouvel instrument la guitare basse, Leo Fender décide d'introduire en 1960 un modèle très différent de sa célèbre Precision. La Jazz Bass est davantage un cahier des charges en vue de séduire les jazzmen qu'une pure inspiration, cependant, la nouvelle création de Léo affiche un look particulièrement élégant et sophistiqué :
- un corps asymétrique qui évoque celui de la Jazzmaster, conçu pour le confort en jeu assis des musiciens de Jazz (la precision ayant un corps symétrique)
- deux micros à simple bobinage comportant huit aimants individuels (deux pour chaque cordes) qui délivrent un son clair et mordant, riche en médium, et offrent une bonne alternative à la Precision.
- son manche, plus étroit au niveau du sillet que celui de la Precision, offre aux bassistes un toucher très différent, et l'espacement plus rapproché des cordes permet des lignes de basse plus rapides et un plus grand confort de jeu.
- deux potentiomètres étages capables de gérer chacun volume et tonalité pour chaque micro (le système est rapidement revu en 1962 et remplacé par 3 potentiomètres volume manche, volume chevalet et tonalité pour les deux, manifestement plus pratique à manipuler). De séries en séries, le système d'exploitation du son par les potentiomètres changera. Parmi les modèles récents de Jazz Bass Deluxe (séries 2009) la fonctionnalité est la suivante :
- un potentiomètre de volume général
- un potentiomètre pour la balance des deux micros
- un potentiomètre à étages basse et aigu
- un potentiomètre de volume pour le préamplificateur intégré, jouant sur la puissance générale, avec un apport supplémentaire de médium. La Jazz Bass Deluxe est par définition active.

En bref, un instrument qui donne le sentiment de luxe et de distinction davantage que le côté "workhorse" et direct de la Precision.
De nombreux bassistes reconnus, impossible de les citer tous, ont utilisé la Fender Jazz Bass : Roger Waters, Geddy Lee, John Paul Jones, Jaco Pastorius, James Jamerson, John Entwistle, Jannick Top, Esperanza Spalding, Paul Turner, Meshell Ndegeocello ...

### Un tout petit changement qui compte beaucoup

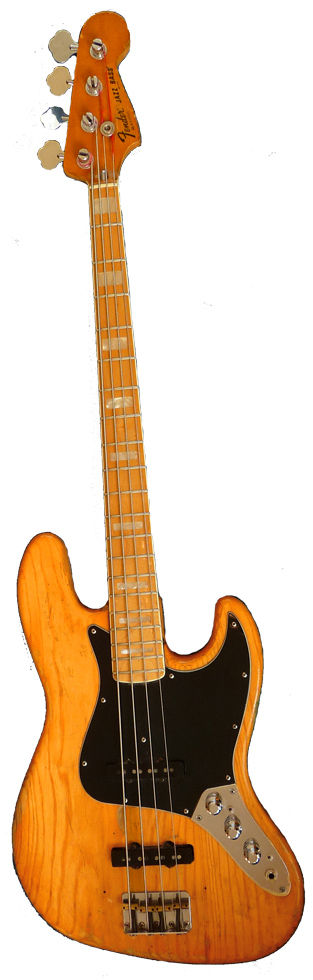
Une Jazz Bass des années 1970 avec un manche érable incrusté de repères rectanglulaires en perloïd

Fender racheté par CBS s'oriente progressivement vers une production plus "rationalisée" où les pièces nécessaires à la construction d'une Jazz Bass sont standardisées et les machines davantage automatisées. Il en ressort que dès 1972, l'emplacement du micro aigu sur le corps de la Jazz Bass est déplacé de quelques millimètres vers le chevalet. Hasard ou innovation calculée, le résultat est un son renforcé dans les aigus au détriment des médiums. On notera également l'inclusion d'un filet (noir ou blanc, selon les modèles) autour du manche avec des repères rectangulaires sur la touche, la fixation du manche se faisant avec 3 vis au lieu de 4, ainsi qu'une tige de réglage Bullet sur la crosse. Effet de bord ou pas, les Jazz Bass de 1972 à 1982 comportant ce déséquilibre par rapport au modèle d'origine plaisent particulièrement aux bassistes de Funk, aux slappeurs comme Marcus Miller dont la Jazz Bass signature de fabrication japonaise (sortie en 1998) a été élaborée à partir d'une basse de cette époque (ce modèle signature sera également disponible en version 5 cordes américaine en 2003).

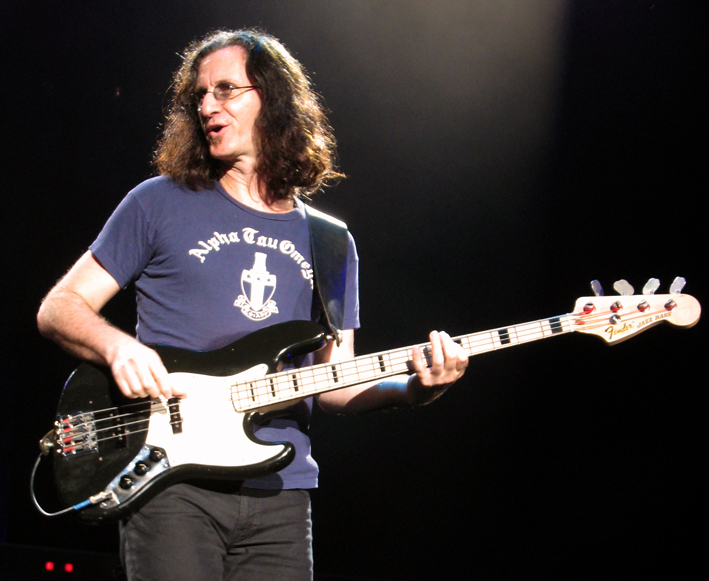
Geddy Lee du groupe Rush a possédé bien des basses mais il reste fidèle à sa Jazz Bass de 1972

### Renaissance d'un mythe à Fullerton et au Japon
Vers la fin des années 1970, le mode de production des instruments de Fender, les matériaux utilisés, les différents changements intervenus dans le design sont de plus en plus critiqués. Les années 1960 semblent un âge d'or pour les musiciens qui s'accordent à dire que Fender n'est plus ce qu'il était. CBS recrute une équipe de luthiers fans de la marque et décidés à lui rendre ses lettres de noblesse au début des années 1980. À cette même période, Fender est littéralement assailli par les constructeurs japonais produisant des copies de leurs instruments mythiques avec une qualité inquiétante. Fender décide alors de rééditer les caractéristiques des Jazz Bass de 1962 considérées comme le sommet de qualité à atteindre. Fender se copiant, c'est à peu près ce que la firme s'est trouvée à faire, rachetant de vieux instruments, rappelant les anciens ouvriers, reconstruisant des machines capables de produire une lutherie à l'identique. À Fullerton en 1982, la Jazz Bass 1962 est produite quelques mois, fer de lance du renouveau de la marque (ces modèles sont aujourd'hui très prisés sur le marché vintage). Au Japon, Fender a passé un accord avec la société Fujigen pour qu'elle produise sous le label Fender JV et Squier JV (pour Japanese Vintage) des copies de ces modèles vintage moins chers qu'en Amérique. 
Lorsque CBS cède Fender à son président Bill Schultz ainsi qu'à un groupe d'investisseurs, la production de Jazz Bass 1962 est délocalisée au Japon exclusivement jusqu'en 1986, le temps de construire une usine à Corona, en Californie. La capacité et l'espace de production de l'usine de Corona (construite en 1985) s'avérant insuffisante poussera Fender à construire en 1998 une nouvelle usine ultra-moderne avec une capacité de production et de stockage beaucoup plus grande que celle de l'usine originale. C'est là que le pionnier américain de la guitare électrique lancera en 1999 une copie exacte de la Jazz Bass de 1975 en même temps que le modèle de 1962.

### Deux cases en plus, un nouveau design
Sous l'impulsion de George Blanda en 1989, une nouvelle Jazz Bass pourvue de 22 cases au lieu des traditionnelles 20 des anciens modèles est lancée sous l'étendard American Standard, reprenant le concept de la Precision Bass Plus. En réalité, le design de la Jazz Bass de 1989 n'a de standard que le retour du micro aigu à sa place d'origine, le design de corps quant à lui est encore plus asymétrique : le manche plus long imposant un rééquilibre par un renforcement de la taille de la corne supérieure du corps. En 1995 la Jazz Bass revient à ses 20 cases et son design d'origine, tandis que la "Boner" Jazz Bass passive des années 1990 change d'image en devenant un modèle Plus se déclinant en versions 4  et   5 cordes avec des micros Lace Sensor, chevalets Schaller "Elite" avec fine-tuners (4 cordes) et Gotoh (5 cordes), un corps sobre avec la plaque de protection absente et un circuit actif/passif conçu par le luthier new-yorkais Phil Kubicki avant de prendre sa forme définitive en juillet 1995 sous l'aspect d'un modèle American Deluxe haut de gamme avec une électronique active, une alimentation 18 volts, des micros Samarium Cobalt, un corps plus sobre et un manche en érable renforcé par deux barres de graphite Posiflex avec des repères incrustés en nacre.
Le 23 mars 2010, Fender remet à jour la gamme American Deluxe. La Jazz Bass retrouve ainsi sa forme traditionnelle avec un manche 21 cases se rapprochant des modèles des années 1970 avec un filet et des repères rectangulaires classiques, ainsi qu'un logo noir "CBS" sur la crosse. Cette basse est désormais pourvue d'un commutateur actif/passif et des nouveaux micros silencieux "N3" avec un réglage supplémentaire de tonalité traditionnelle fonctionnant en mode passif. Le chevalet et les mécaniques sont les mêmes que sur la gamme American Standard. La Jazz Bass V bénéficie d'un nouveau manche Compound Radius (9,5" à 14") fatiguant moins les mains en rendant le jeu plus facile et plus confortable. La nouvelle Jazz Bass American Deluxe est disponible en version 4  et   5 cordes avec 6 coloris différents: noir (black), blanc perlé olympique (olympic white pearl), sunburst classique à 3 nuances (3-color sunburst), naturel (natural), blanc blond (white blonde)  et rouge pourpré transparent (midnight wine transparent).

### Passé, présent, futur: la trilogie vintage/standard/deluxe

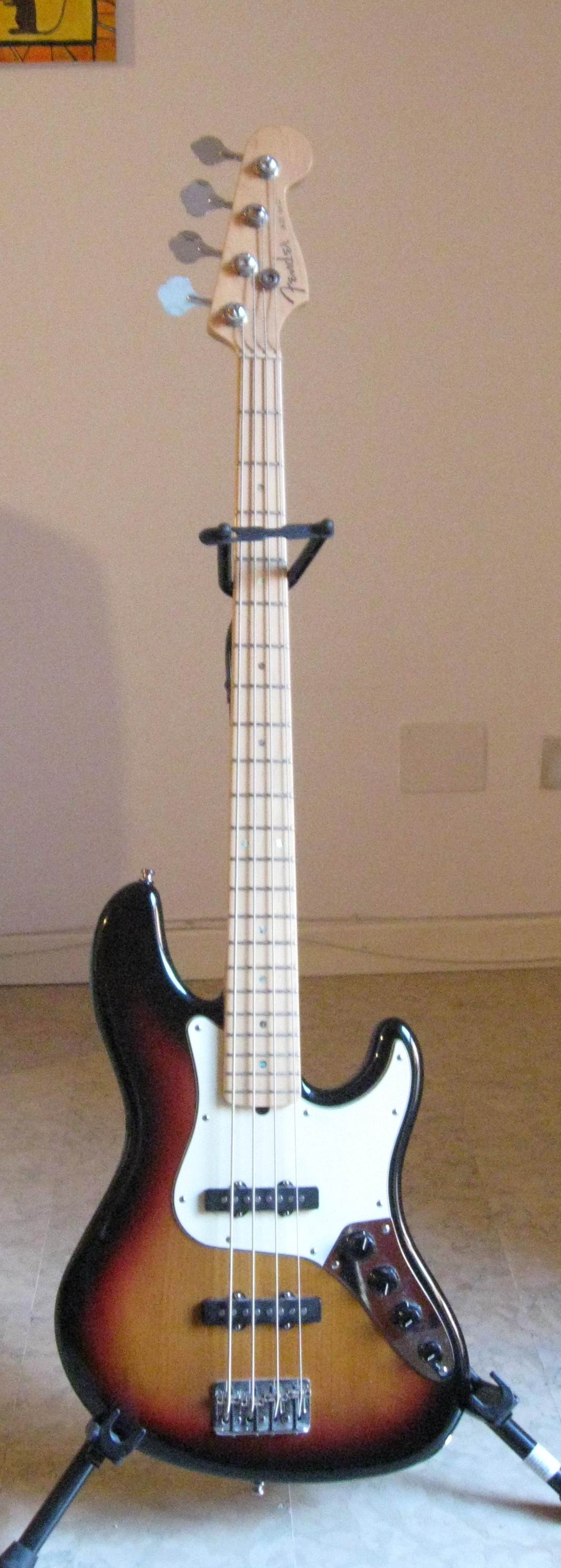
Jazz Bass American Deluxe : modèle fabriqué entre 1995 et 2016.

Fender doit répondre aux demandes les plus variées, d'un côté les puristes nostalgiques des années 1960 ou 1970 pour qui la Jazz Bass n'aurait jamais dû évoluer quitte à conserver certains inconforts liés à la conception tâtonnante de l'époque (avec les rééditions vintage de 62 et 75), d'un autre les bassistes en quête d'un son nouveau, d'un design favorisant la virtuosité (les deluxes, actives) et enfin, un public attaché au son de la Jazz Bass entendu sur des milliers d'enregistrements mais désirant un confort analogue à ce que font les autres fabricants modernes. En 2008, la Jazz Bass sous le nom de New American Standard fait la synthèse avec un son vintage mais des matériaux modernes.
Comment connaître la date de production d'une Jazz Bass Fender
Pour les Jazz Bass "Américaines Deluxe" les numéros de séries, gravés au dos de la tête du manche, commencent par DZ pour la décennie 2000 / 2009 :
DZ0 + 5 ou 6 chiffres (Am. Deluxe) = année 2000
DZ1 + 5 ou 6 chiffres (Am. Deluxe) = année 2001
DZ2 + 5 ou 6 chiffres (Am. Deluxe) = année 2002 ... 
Exemple en photo : une Jazz Bass Deluxe couleur noire  N° de série DZ9... (année de fabrication 2009)

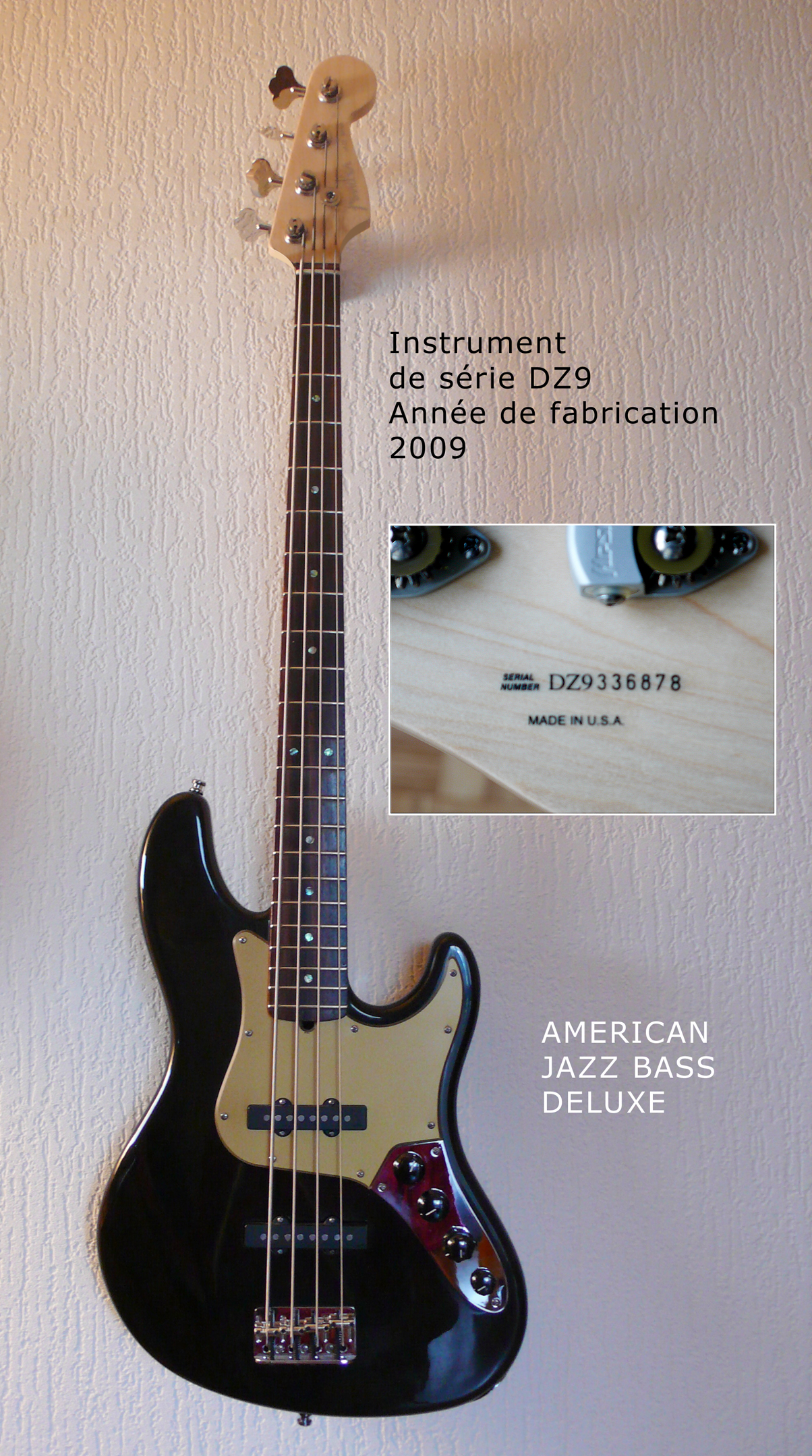
Comment connaître la date de production d'une Jazz Bass Fender (voir section : Passé, présent, futur ...)

Voir l'article correspondant à la datation d'un instrument Fender sur le site France guitare
Il existe plusieurs ouvrages concernant "Léo Fender et ses créations" sur lesquels vous pouvez découvrir l'histoire et la côte des instruments, ainsi que l'épopée extraordinaire de ce dessinateur industriel de génie. Je pense notamment à l'ouvrage "Fender l'âge d'or 1946 - 1970" de Martin Kelly, Terry Foster et Paul Kelly aux éditions Grund.
À partir de 2016, Fender renouvelle ses gammes, et la Jazz Bass ne fait pas exception à ce changement :
- Les American Standard sont remplacées par les American Professional

- Les American Deluxe sont remplacées par les American Elite
puis en 2017 :
- Les American Vintage sont remplacées par les American Original,

- Les Standard (fabriquées au Mexique) sont remplacées par les Player.
En 2018, les American Performer viennent succéder aux American Special, tandis que la gamme Classic laisse la place à la gamme Vintera.
En 2019, la gamme American Elite voit une nouvelle évolution et devient American Ultra.

## Bassistes célèbres utilisant la Jazz Bass
- Jeff Ament (Pearl Jam)
- Victor Bailey (Weather Report)
- Aston Barrett (The Wailers)
- Guy Berryman (Coldplay)
- Boz Burrell (Bad Company)
- Martyn P. Casey (Bad Seeds)
- Phil Chen (Rod Stewart, Jeff Beck)
- Adam Clayton (U2)
- Tim Commerford (Rage Against the Machine)
- Billy Cox (avec Jimi Hendrix)
- Rémi Dall'Anese
- Carlos Dengler (Interpol)
- Dennis Dunaway (Alice Cooper)
- Chris Edwards (Kasabian)
- John Entwistle (The Who)
- Flea (Red Hot Chili Peppers)
- Nikolai Fraiture (The Strokes)
- Matt Freeman (Rancid)
- Larry Graham
- Tom Hamilton (Aerosmith)
- Stuart Hamm
- Mark Hoppus  (Blink-182)
- John Paul Jones (Led Zeppelin)
- Kanon (An Cafe)
- Mark King (Level 42) (qui a une Jazz Bass signature Fender produite à 42 exemplaires)
- Greg Lake (King Crimson, Emerson Lake & Palmer)
- Geddy Lee (Rush)
- Leo Lyons (Ten Years After)
- Linley Marthe
- Paul McCartney (The Beatles/Wings)
- Duff McKagan (Velvet Revolver, ex Guns N' Roses)
- Martin Mendez (Opeth)
- Marcus Miller (qui a sa signature chez Fender)
- Dee Murray (Elton John)
- Jason Newsted (Voivod, ex Metallica)
- Jaco Pastorius
- Guy Pratt (Pink Floyd, David Gilmour, Elton John, Robbie Williams, Madonna, Roxy Music, Nick Mason's Saucerful of Secrets)
- Pino Presti
- Noel Redding (The Jimi Hendrix Experience)
- Paul Turner (Jamiroquai)
- Robert Trujillo (Metallica)
- Christopher Wolstenholme (Muse)
- D'Arcy Wretzky (Smashing Pumpkins)